# Relations entre la Biélorussie et la Malaisie
Les relations entre la Biélorussie et la Malaisie (biélorusse : Беларуска-малайзійскія адносіны, Bielaruska-malajzijskija adnosiny; russe : Белорусско-малайзийские отношения, Belorussko-malayziyskiye otnosheniya; malais : Hubungan Belarus–Malaysia; jawi : هوبوڠن بيلاروسيا–مليسيا) sont les relations bilatérales (en) existant entre la Biélorussie et la Malaisie. Ni la Biélorussie ni la Malaisie n'accueillent d'ambassadeur permanent de l'autre pays. Cependant, l'ambassade de Biélorussie à Jakarta (Indonésie) est accréditée pour la Malaisie.

## Historique
Les relations entre les deux pays débutent le 5 mars 1992. Il s'agit alors essentiellement de coopération économique. En février 2003, le ministre biélorusse des Affaires étrangères participe au 13e sommet du mouvement des non-alignés à Kuala Lumpur, en Malaisie.

## Relations économiques
Les exportations biélorusses vers la Malaisie incluent notamment des engrais potassiques et azotés, tandis que la Malaisie exporte surtout du caoutchouc, des lampes et tubes, du cacao, des téléviseurs, des moniteurs et projecteurs vidéo et des postes de radio. Le Bélarus souhaite renforcer ses liens économiques avec la Malaisie et augmenter ses exportations d'engrais potassiques et de pneus vers ce pays. En 2013, une exposition nationale biélorusse est lancée en Malaisie pour y présenter les produits d'innovation et de haute-technologie de la Biélorussie.
Le voblast de Minsk en Biélorussie a exprimé son intention d'entrer en coopération économique avec l'État malaisien du Sabah.

## Relations militaires
La Malaisie souhaite entrer en coopération militaire avec la Biélorussie pour faire réparer son avion militaire.